# 검은옆구리바위왈라비
검은옆구리바위왈라비(Petrogale lateralis)는 캥거루과에 속하는 바위왈라비속 유대류의 일종이다. "검은발바위왈라비"(black-footed rock-wallaby) 또는 "와루"(warru)라는 이름으로도 불린다.

## 특징
검은옆구리바위왈라비는 경계심이 많은 동물로 바위가 많은 주변 환경에 맞춰 검은색과 회색이 섞인 색을 띠며 여름 동안에는 색이 밝아진다. 짧고 굵은 양털같은 털이 나며, 꼬리 부분의 궁둥이와 옆구리 주변에 특히 더 무성하다.

## 아종
- Petrogale lateralis hacketti
- Petrogale lateralis pearsoni